# Santo Tomás (Chumbivilcas)
Santo Tomás es una ciudad peruana capital del distrito homónimo y a la vez de la provincia de Chumbivilcas, ubicada en el departamento del Cuzco. 
Tenía una población de 2197 hab. en 1993. Está a una altitud de 3678 m s.n.m. y está situado a unos 200 km de la ciudad del Cuzco.

## Clima
| Parámetros climáticos promedio de Santo Tomás (territorios entre 3500 - 4000 m s. n. m.). | Parámetros climáticos promedio de Santo Tomás (territorios entre 3500 - 4000 m s. n. m.). | Parámetros climáticos promedio de Santo Tomás (territorios entre 3500 - 4000 m s. n. m.). | Parámetros climáticos promedio de Santo Tomás (territorios entre 3500 - 4000 m s. n. m.). | Parámetros climáticos promedio de Santo Tomás (territorios entre 3500 - 4000 m s. n. m.). | Parámetros climáticos promedio de Santo Tomás (territorios entre 3500 - 4000 m s. n. m.). | Parámetros climáticos promedio de Santo Tomás (territorios entre 3500 - 4000 m s. n. m.). | Parámetros climáticos promedio de Santo Tomás (territorios entre 3500 - 4000 m s. n. m.). | Parámetros climáticos promedio de Santo Tomás (territorios entre 3500 - 4000 m s. n. m.). | Parámetros climáticos promedio de Santo Tomás (territorios entre 3500 - 4000 m s. n. m.). | Parámetros climáticos promedio de Santo Tomás (territorios entre 3500 - 4000 m s. n. m.). | Parámetros climáticos promedio de Santo Tomás (territorios entre 3500 - 4000 m s. n. m.). | Parámetros climáticos promedio de Santo Tomás (territorios entre 3500 - 4000 m s. n. m.). | Parámetros climáticos promedio de Santo Tomás (territorios entre 3500 - 4000 m s. n. m.). |
| Mes                                                                                       | Ene.                                                                                      | Feb.                                                                                      | Mar.                                                                                      | Abr.                                                                                      | May.                                                                                      | Jun.                                                                                      | Jul.                                                                                      | Ago.                                                                                      | Sep.                                                                                      | Oct.                                                                                      | Nov.                                                                                      | Dic.                                                                                      | Anual                                                                                     |
| ----------------------------------------------------------------------------------------- | ----------------------------------------------------------------------------------------- | ----------------------------------------------------------------------------------------- | ----------------------------------------------------------------------------------------- | ----------------------------------------------------------------------------------------- | ----------------------------------------------------------------------------------------- | ----------------------------------------------------------------------------------------- | ----------------------------------------------------------------------------------------- | ----------------------------------------------------------------------------------------- | ----------------------------------------------------------------------------------------- | ----------------------------------------------------------------------------------------- | ----------------------------------------------------------------------------------------- | ----------------------------------------------------------------------------------------- | ----------------------------------------------------------------------------------------- |
| Temp. máx. media (°C)                                                                     | 17.3                                                                                      | 17.2                                                                                      | 16.9                                                                                      | 17.6                                                                                      | 17.6                                                                                      | 17                                                                                        | 16.7                                                                                      | 17.8                                                                                      | 18.2                                                                                      | 19.7                                                                                      | 19.4                                                                                      | 18                                                                                        | 17.8                                                                                      |
| Temp. media (°C)                                                                          | 10.2                                                                                      | 10.5                                                                                      | 10.1                                                                                      | 9.7                                                                                       | 8.3                                                                                       | 6.7                                                                                       | 6.2                                                                                       | 7.1                                                                                       | 9                                                                                         | 10                                                                                        | 10.3                                                                                      | 10.5                                                                                      | 9.1                                                                                       |
| Temp. mín. media (°C)                                                                     | 3.2                                                                                       | 3.8                                                                                       | 3.4                                                                                       | 1.8                                                                                       | -1                                                                                        | -3.5                                                                                      | -4.2                                                                                      | -3.6                                                                                      | -0.1                                                                                      | 0.4                                                                                       | 1.2                                                                                       | 3                                                                                         | 0.4                                                                                       |
| Fuente: climate-data.org                                                                  |                                                                                           |                                                                                           |                                                                                           |                                                                                           |                                                                                           |                                                                                           |                                                                                           |                                                                                           |                                                                                           |                                                                                           |                                                                                           |                                                                                           |                                                                                           |

## Lugares de interés
- Templo colonial de Santo Tomás[2]
- Aguas termales de Chuqkcho[3]
- Zona arqueológica de Wamanmarca[4]

## Cultura
- Festival de Wamanmarka[5]
- Festividad de la Virgen de Santa Ana[6]
- Costumbre El Takanacuy[7]
- Aniversario de la provincia de Chumbivilcas[8]